# Circoncisione di Gesù

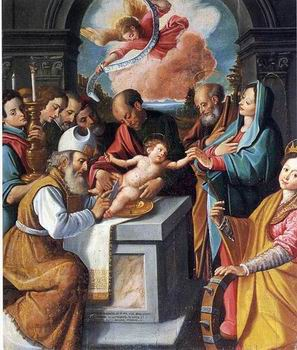
Circoncisione di Gesù raffigurata da Leonardo Mascagni, a Jolo presso Prato

La circoncisione di Gesù è un evento narrato dal Vangelo secondo Luca (2,21): otto giorni dopo la sua nascita Gesù venne circonciso secondo la prassi ebraica della Brit Milah.
In quell'occasione ricevette il nome di "Gesù" che deriva dalla lingua ebraica, in cui significa "salvezza" o "salvatore". Con la circoncisione Gesù entrò giuridicamente a far parte del popolo ebraico.
L'evento è ricordato dalla Chiesa cattolica di rito ambrosiano e dalla Chiesa ortodossa con la corrispondente festa liturgica celebrata il 1º gennaio del calendario giuliano, corrispondente al 14 gennaio dell'universale calendario gregoriano. La festa della Circoncisione di Nostro Signore è una celebrazione religiosa nell'ottavo giorno dopo la nascita di Gesù (ottava di Natale).
È osservato come il giorno in cui Gesù fu circonciso – come da tradizione ebraica – e in cui ricevette il nome. Per i credenti è una festa che celebra la prima occasione in cui Gesù donò il sangue per l'umanità. Tutto ciò dimostra non soltanto l'obbedienza di Gesù a Dio e le antiche leggi che stavano per concludersi, ma anche la profezia della Passione e risurrezione di Gesù.
Il giorno di festa è celebrato dalla Chiesa cattolica, da quelle ortodosse e da alcune chiese della comunione anglicana il 1º gennaio (o il 14 gennaio, che corrisponde al 1º gennaio del tradizionale calendario giuliano per coloro che continuano a usarlo).

## Chiesa cattolica
La festa della circoncisione è celebrata dalla Chiesa cattolica come festa di precetto. Come gli ortodossi, i cattolici orientali ancora celebrano questa festa sotto questo nome; nel rito romano, dal 1º gennaio 1961 ha perso il riferimento alla circoncisione, divenendo semplicemente l'ottava di Natale, e con la Riforma liturgica di papa Paolo VI la festa è stata intitolata a Maria Santissima Madre di Dio, pur mantenendo come Vangelo del giorno il testo di Luca sulla circoncisione di Gesù. In questo giorno si celebrano entrambe le ricorrenze, oltre all'ottavo giorno dopo Natale, e la liturgia include elementi di riflessione su tutte e tre le festività.
Il rito ambrosiano, a differenza di quello romano, ha mantenuto il nome della solennità del 1º gennaio come "Circoncisione del Signore", mentre la celebrazione in onore della Madre di Dio ricorre nella sesta domenica di avvento con l'appellativo di "Divina Maternità della Beata Vergine Maria" o "Domenica dell'Incarnazione".

## Chiese ortodosse orientali
Anche le Chiese ortodosse orientali celebrano questa festa il 1º gennaio o del calendario gregoriano o del calendario giuliano, a seconda di quale venga utilizzato in ogni chiesa. In Russia il giorno della circoncisione (14 gennaio secondo il calendario gregoriano nei secoli XX e XXI) è conosciuto come il "Nuovo Vecchio Anno", perché prima del 1918 era il giorno di Capodanno. La festa è celebrata con una veglia notturna e i festeggiamenti sono combinati con quelli per san Basilio Magno. Dopo la liturgia i russi ortodossi spesso celebrano il nuovo anno.

## Chiesa d'Inghilterra
Il Libro della preghiera comune riporta questo giorno come "Circoncisione di Cristo". La nuova liturgia osserva questo giorno come "Imposizione del nome e Circoncisione di Gesù".